# مارتن فیشر (تنیس‌باز)
 مارتن فیشر (انگلیسی: Martin Fischer؛ زاده ۲۱ ژوئیهٔ ۱۹۸۶) یک تنیس‌باز اهل اتریش است.